# 모뿔조개목
모뿔조개목(Gadilida)은 굴족류에 속하는 연체동물 목의 하나이다. 모뿔조개목의 생물 종들은 굴족류의 다른 목, 뿔조개목의 종들보다 더 작다.

## 하위 분류
- 모귀뿔조개과 (Entalinidae) Chistikov, 1979 - 모귀뿔조개(Entalina mirifica), 여섯모뿔조개(Entalinopsis intercostata), 넓은칸줄뿔조개(Megaentalina cornucopiae) 포함.
- 이빨뿔조개과 (Gadilidae) Stoliczka, 1868 - 이빨뿔조개(Siphonodentalium isaotakii) 포함.
- 고리턱뿔조개과 (Pulsellidae) Scarabino in Boss, 1982 - 고리턱뿔조개(Compressidens kikuchii) 포함.
- Wemersoniellidae Scarabino, 1986